# ایرینا زاروبینا
ایرینا زاروبینا (روسی: Ирина Петровна Зару́бина؛ 1907 – ۲۰ مهٔ ۱۹۷۶) بازیگر اهل کشور اتحاد جماهیر شوروی سوسیالیستی بود. از فیلم‌هایی که در آنها بازی کرده می‌توان به گورکی۲: شاگردی من اشاره کرد. وی همچنین برندهٔ جوایزی همچون هنرمند مردمی جمهوری شوروی فدراتیو سوسیالیستی روسیه، مدال دفاع از لنینگراد، و نشان پرچم سرخ کار شده‌است.